# Jevojacha
Jevojacha (rusky Евояха) je sibiřská řeka v Jamalo-něneckém autonomním okruhu Ruské federace. Je levým přítokem řeky Pur, 223 km od jejího ústí do Karského moře. Délka Jevojachy je 201 km a plocha povodí je 3 970 km².
Řeka pochází z bezejmenného jezera v Nadymském okrese poblíž osady sídla městského typu Pangody. Jevojacha teče nejprve jihovýchodním směrem, protéká Novým Urengojem a stáčí se téměř na východ. Severně od Limbajachy (70 km od Nového Urengoje) se vlévá do řeky Pur. Oblast kolem řeky je bažinatá.
Dno řeky je ploché a písčité, maximální hloubka je 1,5 m.